# Glendale Heights
Glendale Heights es una villa ubicada en el condado de DuPage en el estado estadounidense de Illinois. En el Censo de 2010 tenía una población de 34208 habitantes y una densidad poblacional de 2.396,19 personas por km².

## Geografía
Glendale Heights se encuentra ubicada en las coordenadas 41°55′8″N 88°4′41″O / 41.91889, -88.07806. Según la Oficina del Censo de los Estados Unidos, Glendale Heights tiene una superficie total de 14.28 km², de la cual 13.91 km² corresponden a tierra firme y (2.54%) 0.36 km² es agua.

## Demografía
Según el censo de 2010, había 34208 personas residiendo en Glendale Heights. La densidad de población era de 2.396,19 hab./km². De los 34208 habitantes, Glendale Heights estaba compuesto por el 52.48% blancos, el 5.86% eran afroamericanos, el 0.6% eran amerindios, el 22.14% eran asiáticos, el 0.07% eran isleños del Pacífico, el 15.41% eran de otras razas y el 3.43% pertenecían a dos o más razas. Del total de la población el 30.73% eran hispanos o latinos de cualquier raza.